# Timothy Joseph Carroll
Timothy Joseph Carroll SMA (* 23. April 1940 in Millstreet) ist emeritierter Apostolischer Vikar von Kontagora.

## Leben
Timothy Joseph Carroll trat der Ordensgemeinschaft der Gesellschaft der Afrikamissionen bei und empfing am 20. Dezember 1965 die Priesterweihe. Johannes Paul II. ernannte ihn am 15. Dezember 1995 zum Apostolischen Präfekten von Kontagora. Papst ernannte ihn am 30. April 2002 zum Apostolischen Vikar von Kontagora und  Titularbischof von Tipasa in Mauretania. 
Der Apostolische Nuntius in Nigeria, Osvaldo Padilla, spendete ihm am 17. August desselben Jahres die Bischofsweihe; Mitkonsekratoren waren Peter Yariyok Jatau, Erzbischof von Kaduna, und Kevin Aje, Bischof von Sokoto.
Von seinem Amt trat er am 30. April 2010 zurück.